# فرانسوا لويس أمير كونتي
فرانسوا لويس دي بوربون (بالفرنسية: François Louis de Bourbon-Conti) (30 أبريل 1664 - 9 فبراير 1709)؛ والمعروف بـ كونتي الأكبر، بحيث أصبح أمير كونتي منذ 1685 خلفاً لشقيقه الأكبر لويس أرمان الأول، حتى ذاك التاريخ كان يعرف بـ أمير لاروش-سور-يون، وأيضا في 1697 تم إعلانه كـ ملك بولندا ومع ذلك لم يفعل من أجل مُلكه هناك، يعتبر فرانسوا لويس أشهر فرداً في عائلة كونتي الذين يعتبرون فرعاً من آل كوندي، وبالتالي يعتبر أمير بالدم.

## السيرة الذاتية
ولد فرانسوا لويس في قصر كونتي بباريس، وكان آخر طفل لوالديه أرمان أمير كونتي الأول وزوجته آن ماري مارتينوي ابنة شقيقة الكاردينال مازاران، شقيقه لويس أرمان الأول كان متزوجاً من ماري آن دي بوربون ابنة الملك لويس الرابع عشر وعشيقته لويز دي لافالييه، إلا أنهم ليس لديهم أبناء.
في 22 يناير 1688 أصبح متزوجاً من ماري تيريز دي بوربون حفيدة كوندي الأكبر (عمه) في قصر فرساي، على الرغم من أن عروسه أحبته كثيراً، إلا أنه لم يعر لها اهتماماً كثيراً، فبدلاً من ذلك سقط في حب زوجة شقيقها الأصغر لويز فرانسواز أميرة كوندي ابنة الملك لويس الرابع عشر غير الشرعية، وكان يعتقد على نطاق واسع أن ابنتها الرابعة ماري آن دي بوربون كانت ثمرة هذه العلاقة، وأيضا لوحظ أنه كان مثلي الجنس، على الرغم من تدين زوجته، إلا أنه عاش حياةً فاسقة بحيث شارك علاقات الحب مع كلا الجنسين، بحيث تسببت هذه الفضائح الفاجرة في التوتر داخل العائلة، ومع ذلك حصل على لقب كونتي الأكبر (le Grand Conti).
وأيضا خدم في الجيش الفرنسي، ومع ذلك لم يحصل على رتبة أعلى من رتبة الفريق، في 1689 شارك برفقة قريبه وصديقه المارشال دو لوكسمبورغ في المعارك هولندا بحيث حقق معه عدة انتصارات هُناك، وأيضا مع وفاة ابن عمه جان لويس داورليان دوق لونجفيل وفقاً لإرادته والتي زعمها أمير كونتي أنه أعطى له إمارة نوشاتيل ضد مطالب شقيقة الدوق، ومع ذلك بسبب إخفاقه في الحصول على مساعدات عسكرية من السويسريون، وبأمر من الملك تم إعطائها لشقيقة الدوق، على الرغم من أن محاكم القانون حكمت لصالحه، في 1697 قدم له الملك لويس الرابع عشر التاج البولندي، بحيث أمّن الكاردينال دو بوليناك انتخابه وذلك عن طريق الرشاوي، وفي 27 يونيو 1697 تم اعلانه رسمياً كملك بولندا من قبل رئيس أساقفة غنيزنو، ومع ذلك لم يكُن إلى حد كبير راغب بالتيجان المملكة الجديدة، وذلك حسب آراء البعض بسبب عشقه الشديد لأميرة كوندي ، إلا أنه غادر البلاد على فرقاطة الفرنسية في 6 سبتمبر 1697، وأثناء وصوله إلى دانزيغ علم بأن منافسه فريدرخ أوغست الثاني ناخب ساكسونيا استولى بالفعل على التاج البولندي، لم يحرك ساكناً سواء الرجوع ورائه نحو فرنسا، بحيث استقبله الملك بلطف، حتى أنه كان منزعجاً من رؤيته مرة أُخرى، ولكن بسبب المصائب التي حلت على الجيوش الفرنسية في السنوات الأولى من حرب الخلافة الإسبانية والتي أرغمت الملك على تعيين أمير كونتي الذي كان له شهرة عسكرية لقيادة الجيوش في إيطاليا.
توفي فرانسوا لويس بسبب المزيج من النقرس والزهري في 9 فبراير 1709 في قصر كونتي، ودفن في ليل دو آدام (جزيرة آدم) القريبة من باريس في مزرعته بجوار والدته، وخلفه ابنه الذكر الوحيد لويس أرمان الثاني، على الرغم من انقراض سلالته من جهة الذكور مع وفاة حفيده من الجيل الثاني في 1814، إلا أن يعتبر من ناحية حفيدته لويز هنرييت الجد الخامس لـ لويس فيليب الأول ملك الفرنسيين الذي يعتبر آخر ملوك آل كابيه حكماً لفرنسا.